# La margine de lan
La margine de lan este un film românesc din 1985 regizat de Liana Petruțiu.